# Ken Green (Fußballspieler)
Kenneth „Ken“ Green (* 27. April 1924 in West Ham; † Juni 2001 in Sutton Coldfield) war ein englischer Fußballspieler. Als Abwehrspieler war er nach dem Zweiten Weltkrieg lange Jahre für Birmingham City aktiv und erreichte mit dem Klub 1956 das FA-Cup-Finale. Bei der Weltmeisterschaft 1954 in der Schweiz stand er im Kader der englischen Nationalmannschaft, kam aber in keiner Partie zum Einsatz.

## Sportlicher Werdegang
Green spielte Fußball in seiner Jugendzeit zunächst beim heimischen FC Millwall und war dort weiter als Amateur registriert, während er 1943 seinen Kriegsdienst in Droitwich ableistete. Zu dieser Zeit lud ihn der Geschäftsführer von Birmingham City W. A. Camkin zu einem Probetraining ein. Da dieses zufriedenstellend verlief, verpflichteten die „Blues“ Green im November 1943 – der Legende nach in der Umkleidekabine des Villa Parks (Heimspielstätte des Lokalrivalen Aston Villa). Da die Armee ihn jedoch umgehend in Indien stationierte, musste die Fußballerkarriere noch warten. Als der englische Ligabetrieb nach dem Ende der Kampfhandlungen seine zweite Saison 1947/48 austrug, kam auch Green erstmals zum Zuge. Nachdem er sich in der Reservemannschaft bewährt hatte, debütierte er am 13. September 1947 in einem Zweitligaspiel gegen den FC Brentford (2:1). Schnell eroberte er sich einen Stammplatz und am Ende seiner ersten Saison stand der Gewinn der Zweitligameisterschaft und der damit verbundene Aufstieg in die höchste englische Spielklasse.
In den ersten fünf Jahren bekleidete Green zumeist die rechte Abwehrseite und wechselte anschließend nach links, als ihm der aufstrebende Jeff Hall den Platz streitig machte. Während dieser Zeit waren Dennis Jennings, Jack Badham sowie Hall seine Partner in der Verteidigung. Eine besondere Verbindung pflegte er dazu zu Kapitän Len Boyd, mit dem er bereits als Schüler für Londoner und Essexer Auswahlmannschaften gespielt hatte (nach einer Hochzeit zwischen Mitgliedern beider Familien wurden sie sogar zu Verwandten). Charakteristisch für Greens Spielweise war die hohe Kampfbereitschaft und eine Zweikampfstärke, die ihm den Spitznamen „Slasher“ einbrachte. Obwohl er ab 1950 nach zwei Jahren Erstklassigkeit nur noch in der Zweitklassigkeit agierte, zählte er weiter zu Englands besten Abwehrspielern. Dies kam besonders im Jahr 1954 zum Ausdruck, als er im Mai zunächst zwei Länderspiele für die englische B-Nationalmannschaft bestritt und im folgenden Monat im Kader der A-Mannschaft für die WM 1954 in der Schweiz stand. Hier kam er jedoch ebenso wenig zum Einsatz wie im weiteren Verlauf seiner aktiven Laufbahn.
Die nächsten Erfolge mit Birmingham City waren 1955 die Rückkehr in die First Division sowie ein Jahr später der Finaleinzug im FA Cup gegen Manchester City, auf den sich jedoch eine 1:3-Niederlage anschloss. Nach vier Erstligaspielzeiten und insgesamt zwölf Jahren für die „Blues“ beendete Green im Sommer 1959 seine aktive Karriere. Insgesamt hatte er 443 Pflichtspiele in der ersten Mannschaft von Birmingham City absolviert. Nach dem Ende der Laufbahn war er nur noch selten beim Fußball im Rahmen von Ehemaligentreffen und ähnlichen Gelegenheiten zu finden. Stattdessen betrieb er lange Jahre in Handsworth einen Zeitungsladen. Wohnhaft war er mit seiner Frau Hazel in Sutton Coldfield, wo er auch im Alter von 77 Jahren im Juni 2001 an den Folgen einer Hirntumorerkrankung starb.